# 497 (tal)
497 är det naturliga talet som följer 496 och som följs av 498.

## Inom vetenskapen
- 497 Iva, en asteroid.

## Inom matematiken
Faktoruppdelning: 497 = 7 ⋅ 71
- 497 är ett udda tal.
- 497 är ett sammansatt tal.
- 497 är ett semiprimtal.[1]